# Mockträsk
Mockträsk is een dorpje binnen de Zweedse gemeente Boden. De grootste kern van het dorp ligt op de westoever van het Mockträsket op de plaats waar de Vändträskån in het meer stroomt. Een kleinere kern ligt op de oostoever; tussen beide kernen is een brug aangelegd. Het dorp is gesticht door twee families afkomstig uit het nabijgelegen Unbyn. Van 1914 tot 1988 had het een eigen school(tje).
Bestuurscentrum: Boden (tätort)
Tätort: Bodträskfors · Gunnarsbyn · Harads · Sävast · Unbyn · Vittjärv
Småort: Åbergstorp · Brännberg · Bredåker · Buddbyn · Degerbäcken · Lakaträsk · Österåker · Överstbyn · Skogså · Sörbyn · Svartbjörnsbyn · Svartlå
Overig: Abramsån · Åkerholmen · Aldernäs · Alträsk · Åskogen · Brobyn · Flarken · Forsnäs · Forsträskhed · Gemträsk · Gransjö · Heden · Hundsjö · Inbyn · Lassbyn · Lombäcken · Mjedsjön · Mockträsk · Nedre Flåsjön · Norra Svartbyn · Norriån · Notträsk · Övre Flåsjön · Råbäcken · Rågraven · Rasmyran · Rödingsträsk · Rörån · Sandträsk · Skogså · Storsand · Svartbäcken · Södra Harads · Valvträsk · Vändträsk · Vibbyn
Wijk Boden: Södra Svartbyn en Trångfors